# 冯克煦
冯克煦（1926年—2025年3月8日），四川江安人，中华人民共和国政治人物，中国民主建国会会员，中国民主同盟盟员，第八届全国人大常委。第六、七届全国政协委员，第七届全国政协副秘书长，第九届全国政协常委。
2002年12月，中国民主建国会第八次全国代表大会在北京召开，他出任名誉副主席。